# Gimme Shelter
Gimme Shelter — песня группы Rolling Stones. Впервые появилась в качестве первого трека на альбоме 1969 года Let It Bleed (на обложке альбома была подписана как Gimmie Shelter). Rolling Stones впервые сыграли песню вживую в 1969 году в телевизионной программе Pop Go The Sixties на канале BBC.
Песня никогда не издавалась синглом, однако включалась в большинство сборников и концертных альбомов группы. Журнал Rolling Stone включил композицию в список 500 величайших песен всех времён, поставив её на 38 позицию.

## Кавер-версии
На данную композицию было сделано большое количество каверов. Некоторые из них:
- Мерри Клэйтон, бэк-вокалистка в оригинальной версии, в 1970 году издала свою собственную версию
- Группа Grand Funk Railroad записала кавер-версию песни, которая вошла в их альбом Survial, а позднее была издана синглом
- Кавер на песню в исполнении The Sisters of Mercy был выпущен на стороне «Б» сингла «Temple of Love» и в составе сборника Some Girls Wander by Mistake
- Альт-рок-группа The Goo Goo Dolls записала кавер на песню, который вошёл в их альбом Jed
- Inspiral Carpets исполнили кавер-версию в 1990 году
- Британская рок-группа Hawkwind записала кавер-версию песни, вошедшую в альбом It Is the Business of the Future to Be Dangerous
- Мит Лоуф исполнял песню во время своих концертов в 80-е
- Версия в исполнении Майкла Хеджеса вошла в его альбом Strings on Steel
- Джон Мелленкамп исполнил кавер на песню во время концертного тура Cuttin' Heads tour
- Немецкий исполнитель Рио Райзер иногда исполнял песню на концертах
- Норвежская группа Turbonegro записала кавер-версию песни, вошедшую в сборник Small Feces
- Лондонский симфонический оркестр исполнил песню для альбома Symphonic Music of The Rolling Stones
- Кавер-версия песни в исполнении Патти Смит была издана синглом в 2007 году
- Кит Урбан и Алиша Киз исполнили песню на концерте The Live Earth concert for North America, 7 июля 2007 года
- Бенинская певица Анжелика Киджо и Джосс Стоун записали кавер-версию песни для альбома Киджо Djin Djin
- Мик Джаггер исполнил песню совместно с U2, Fergie и will.i.am в 2009 году
- Группа Stereophonics выпустила кавер-версию песни на стороне «Б» сингла «My Friends»
- Пост-гранж-группа Puddle of Mudd записала кавер на песню для своего альбома Re:(disc)overed
- Группа Pain также записала свою кавер-версию в 2021

## В культуре
Песня традиционно широко используется в фильмах и сериалах:
- 1990 - фильм «Славные парни».
- 1990 - фильм «Эйр Америка».
- 1995 - фильм «Казино».
- 2004 - фильм «Слоёный торт».
- 2004 - сериал «Симпсоны» в эпизоде «Marge vs. Singles, Seniors, Childless Couples and Teens, and Gays».
- 2006 - фильм «Отступники».
- 2006 - фильм «Дитя человеческое» (инструментальная кавер-версия в трейлере).
- 2007 - видеоигра Rock Band.
- 2007 - сериал «Декстер», второй сезон, эпизод 5 (The Dark Defender).
- 2000-е - сериал «Сыны анархии».
- 2010-е - сериал «В поле зрения», второй сезон, эпизод 10.
- 2012 - фильм «Экипаж».
- 2019 - фильм «Форд против Феррари» (в трейлере).

## Персонал
- Мик Джаггер — вокал, губная гармоника, подпевки
- Мэрри Клэйтон — вокал, подпевки
- Кит Ричардс — электрогитара, подпевки
- Билл Уаймен — бас
- Чарли Уоттс — барабаны
- Ники Хопкинз — фортепиано
- Джимми Миллер — гуиро, маракасы